# Anaphe subsordida
Anaphe subsordida is een vlinder uit de familie tandvlinders (Notodontidae), onderfamilie processievlinders (Thaumetopoeinae). De wetenschappelijke naam van deze soort is voor het eerst geldig gepubliceerd in 1893 door Butler.
De soort komt voor in tropisch Afrika.